# Maria Isser
Maria Isser-Reschenauer (* 22. Oktober 1929 in Matrei am Brenner; † 25. Februar 2011 in Innsbruck) war eine österreichische Rennrodlerin. Mit zwei Weltmeistertiteln und fünf Europameistertiteln war sie die erfolgreichste Rennrodlerin der 1950er-Jahre.

## Leben und Karriere
Die Tirolerin Maria Isser stammt aus einer erfolgreichen Rodel- und Bobfamilie. Ihre Geschwister Josef (* 1926), Paul (* 1928), Heinrich (1928–2004), Fritz und Franz Isser (* 1932–2024) waren ebenfalls Weltklasserodler.
Isser gewann bei den ersten europäischen Nachkriegstitelkämpfen 1951 in Igls hinter Karla Kienzl und Hilde Sturm die Bronzemedaille. Die folgenden vier Europameisterschaften (1952 in Garmisch-Partenkirchen, 1953 in Cortina d’Ampezzo, 1954 in Davos und 1955 in Hahnenklee) konnte sie für sich entscheiden. 1956 kam in Imst eine weitere Silbermedaille hinzu. Bei den nächsten und ihren letzten Europameisterschaften 1962 in Weißenbach wurde sie Zwölfte. Maria Isser startete nicht nur im Einsitzer, sondern auch im Doppelsitzer. Mit ihrem Bruder Josef gewann sie 1954 die Goldmedaille. Eine weitere Europameisterschaftsmedaille verfehlten die Geschwister zwei Jahre später als Vierte nur knapp.
Bei den ersten Rennrodel-Weltmeisterschaften 1955 in Oslo musste sich Maria Isser im Einsitzer wieder Karla Kienzl geschlagen geben, auch im Doppelsitzer gewann sie mit ihrem Bruder Josef die Silbermedaille. Bei den zweiten Weltmeisterschaften 1957 in Davos gewann sie am 27. Januar im Einsitzer erstmals eine WM-Goldmedaille. Nachdem sie 1958 nur Achte geworden war, folgte bei den Weltmeisterschaften 1959 in Villard-de-Lans ein zweiter Platz und bei den Weltmeisterschaften 1960 in Garmisch-Partenkirchen der erneute Titelgewinn. 1962 wurde sie bei ihrer letzten WM-Teilnahme Sechste.
Zwischen 1952 und 1963 wurde Isser fünfmal Österreichische Meisterin. Dreimal siegte sie auf der Naturbahn (1952, 1957 und 1959) und zweimal auf der Kunstbahn (1958 und 1963).

## Erfolge
Weltmeisterschaften
- Oslo 1955: 2. Einsitzer, 2. Doppelsitzer (mit Josef Isser)
- Davos 1957: 1. Einsitzer, 9. Doppelsitzer (mit Josef Isser)
- Krynica 1958: 8. Einsitzer
- Villard-de-Lans 1959: 2. Einsitzer
- Garmisch-Partenkirchen 1960: 1. Einsitzer
- Krynica 1962: 6. Einsitzer

Europameisterschaften
- Igls 1951: 3. Einsitzer
- Garmisch-Partenkirchen 1952: 1. Einsitzer
- Cortina d’Ampezzo 1953: 1. Einsitzer, 8. Doppelsitzer (mit Hans Hauser)
- Davos 1954: 1. Einsitzer, 1. Doppelsitzer (mit Josef Isser)
- Hahnenklee 1955: 1. Einsitzer, 9. Doppelsitzer (mit Josef Isser)
- Imst 1956: 2. Einsitzer, 4. Doppelsitzer (mit Josef Isser)
- Weißenbach 1962: 12. Einsitzer

Österreichische Meisterschaften
- Fünffache Österreichische Meisterin im Einsitzer (Naturbahn 1952, 1957 und 1959; Kunstbahn 1958 und 1963)

Sonstige Erfolge
- Sieg am 30. Januar 1957 bei der »11. Garmischer Wintersportwoche«[5]